# 小樽商科大学の人物一覧
小樽商科大学の人物一覧（おたるしょうかだいがくのじんぶついちらん）は、小樽商科大学に関係する人物の一覧記事。

## 歴代学長
＜この節の主な出典： ＞
|    | 歴代学長     | 在職期間        | 備考                                                                    |
| -- | ------------ | --------------- | ----------------------------------------------------------------------- |
| 1  | 大野純一     | 1949年 - 1957年 | 財政学者、前身の小樽高等商業学校（改称後：小樽経済専門学校）の第4代校長 |
| 2  | 加茂儀一     | 1957年 - 1965年 | 科学史学者                                                              |
| 3  | 實方正雄     | 1966年 - 1976年 | 法学者                                                                  |
| 4  | 伊藤森右衛門 | 1976年 - 1980年 | 経営学者、小樽高等商業学校出身の初の生え抜き学長                        |
| 5  | 長谷部亮一   | 1980年 - 1984年 | 統計学者                                                                |
| 6  | 藤井榮一     | 1984年 - 1992年 | 経済学者                                                                |
| 7  | 山田家正     | 1992年 - 2002年 | 環境学者・植物生態学者                                                  |
| 8  | 秋山義昭     | 2002年 - 2008年 | 法学者、2004年国立大学法人小樽商科大学へ移行後初の学長                  |
| 9  | 山本眞樹夫   | 2008年 - 2014年 | 会計学者                                                                |
| 10 | 和田健夫     | 2014年 - 2020年 | 法学者                                                                  |
| 11 | 穴沢眞       | 2020年 - 現職   | 経済学者、2022年北海道国立大学機構発足後初の学長・同機構の大学総括理事  |

## 著名な出身者・関係者

### 政財界
- 青木和夫 - 元石巻市長、石巻ガス創業者・初代代表取締役社長＜小樽高商卒＞
- 赤尾洋昭 - セコマ代表取締役社長、在札幌ベルギー名誉領事＜大学院ビジネススクール卒＞
- 石垣幸俊 - ブルドックソース代表取締役社長、イカリソース代表取締役社長、日本ソース工業会会長
- 石川哲郎 - 元雪印乳業代表取締役社長、元日本乳業協会会長、元全国飲用牛乳公正取引協議会委員長
- 石田建昭 - 東海東京フィナンシャル・ホールディングス代表取締役社長、東海東京証券代表取締役会長、元中部経済同友会代表幹事
- 石原和昌 - 元中小企業金融公庫参事役、元函館大学客員教授
- 入澤拓也 - エコモット創業者・代表取締役、北海道IT推進協会会長
- 岩田研一 - 元三菱地所プロパティマネジメント代表取締役社長、元丸の内商店会会長
- 植木宏 - 元メルシャン代表取締役社長・CEO、元キリンビールマーケティング代表取締役社長、元日本ワイナリー協会理事長
- 大山智 - 元横浜スカイビル代表取締役社長、元三菱地所住宅販売代表取締役社長、元不動産流通経営協会副理事長
- 岡田春夫 - 元衆議院議員（日本社会党所属）、衆議院副議長 ＜小樽高商卒＞
- 小原芳春 - 元デニーズジャパン代表取締役社長
- 加藤剛士 - 名寄市長
- 川久保公司 - 元みずほ不動産販売代表取締役社長
- 香木正雄 - 元日本製粉代表取締役社長＜小樽高商卒＞
- 佐々木憲昭 - 前衆議院議員（日本共産党所属）
- 佐々木周一 - 元三井船舶（現商船三井）代表取締役社長、元日本船主協会会長、元日本海難防止協会会長＜小樽高商卒＞
- 佐藤良雄 - キャリアバンク創業者・代表取締役社長、エコミック創業者・元代表取締役社長、元コンサドーレサポーターズ持株会理事長
- 佐野力 - 日本オラクル設立者・初代代表取締役会長兼CEO、元米国オラクル本社シニア・バイス・プレジデント
- 品田英明 - 味の素AGF代表取締役社長、元日本スープ協会会長、元日本広告審査機構副理事長、元味の素労働組合委員長
- 柴垣譲 - 元三菱地所リアルエステートサービス代表取締役社長、元不動産流通経営協会副理事長
- 進藤孝二 - 大阪商船三井船舶（現商船三井）初代代表取締役社長、元日本船主協会会長＜小樽高商卒＞
- 鈴木茂 - 元北海道拓殖銀行代表取締役頭取・会長、元JR北海道代表取締役会長、元札幌商工会議所会頭等 ＜小樽高商卒＞
- 島崎憲明 - 元住友商事代表取締役副社長、元財務会計基準機構理事、元オートバックスセブン取締役、元日本証券業協会公益理事、日本経済団体連合会企業会計部会長、関西大学客員教授、緑丘会理事長等
- 島津忠裕 - 島津興業代表取締役社長、島津家32代当主＜大学院ビジネススクール卒＞
- ソールット・スックターウォン - 在福岡タイ王国総領事
- 田尻稲雄 - メディカルシステムネットワーク創業者・代表取締役社長、北海道バーバリアンズ設立者、北海道ラグビーフットボール協会会長
- 坪井大輔 - 株式会社INDETAIL創業者
- 十河政則 - ダイキン工業代表取締役社長、関西経済連合会副会長、日本オープンイノベーション大賞文部科学大臣賞
- 中川隆 - 元SBIインベストメント代表取締役社長、SBIホールディングス代表取締役副社長
- 中田乙一 - 元三菱地所代表取締役社長＜小樽高商卒＞
- 中野淳一 - 元野村不動産ホールディングス代表取締役社長、元不動産協会副理事長
- 西永裕司 - オエノンホールディングス代表取締役社長、合同酒精代表取締役社長
- 平井睦雄 - 進学会創業者・初代代表取締役社長
- 堀越哲二 - 学校法人堀越学園元理事長、学校法人創造学園元理事長、創造学園大学元学長、創造学園大学附属高等学校元校長、高崎保育専門学校元校長
- 三浦和哉 - 元日立キャピタル代表取締役社長、元リース事業協会会長、春光懇話会副会長
- 村島雅人 - 日新火災海上保険代表取締役社長、日本損害保険協会副会長
- 森田松太郎 - 公認会計士、元朝日監査法人理事長、元全国農業協同組合中央会JA全国監査機構監査委員長
- 森裕 - 元会計検査院第三局長、元会計検査院事務総長官房審議官、静岡県代表監査委員
- 八木勇平 - 元東急建設代表取締役社長、元世紀東急工業取締役会長、元静岡県人会会長＜小樽高商卒＞
- 石水創 - 石屋製菓代表取締役社長、サザエ食品代表取締役社長、北海道コンサドーレ札幌代表取締役社長

### 研究者・教育者
- 穴沢眞 - 経済学者、第11代小樽商科大学学長
- 池間誠 - 経済学者、一橋大学名誉教授、元日本国際経済学会会長、元世界経済研究協会会長
- 池田清治 - 法学者（民法）、北海道大学法科大学院教授、法務省司法試験考査委員
- 石原全 - 法学者（商法）、一橋大学名誉教授、元日本私法学会理事
- 牛丸元 - 経営学者、明治大学副学長・教授、金融庁公認会計士試験試験委員
- 荻野富士夫 - 歴史学者（日本近現代史）、小樽商科大学特任教授
- 大谷良雄 - 法学者（国際法）、一橋大学名誉教授
- 江頭進 - 経済学者（経済学史）、小樽商科大学副学長
- 岡本理一 - 経営学者・商学者（中小企業経営論）、元旭川大学学長、元札幌大学学長、小樽商科大学名誉教授
- 小野浩 - 経済学者、北海道大学名誉教授、元マクマスター大学招聘教授、元ウォーリック大学客員教授
- 加藤智章 - 法学者（社会保障法）、元北海道大学大学院法学研究科長・教授、元日本社会保障法代表理事
- 菊地徹 - 経済学者、元神戸大学大学院経済学研究科教授
- 木曽栄作 - 英語学者（商業英語）、小樽商科大学名誉教授、小樽短期大学初代学長 ＜小樽高商卒＞
- 北郷裕美 - 社会学者、大正大学教授、法政大学大学院政策創造研究科教授
- 黒田重雄 - 経営学者、北海道大学名誉教授、元日本商店街学会会長
- 久保田義弘 - 経済学者、札幌学院大学経済学部名誉教授、元学校法人札幌学院大学常務理事
- 倉田稔 - 経済学者（経済学史）、小樽商科大学名誉教授、元札幌学院大学教授
- 古瀬大六 - 経済学者、元東北大学経済学部教授
- 柴川林也 - 経営学者、一橋大学名誉教授、元筑波大学社会工学系長・教授、元日本経営財務研究学会会長、日経・経済図書文化賞
- 早川三代治 - 経済学者、小説家、元早稲田大学教授
- 所哲也 - 経済学者、北海道大学名誉教授、元北海道武蔵女子短期大学学長
- 高橋伸夫 - 経営学者、東京大学教授、組織学会会長、高宮賞、日本経営協会経営科学文献賞
- 橘木俊詔 - 経済学者、京都大学名誉教授、日本経済学会会長、日経・経済図書文化賞
- 館田晶子 - 憲法学者、北海学園大学法学部教授
- 土肥恒之 - ロシア史学者、一橋大学名誉教授、社会経済史学会顧問
- 中野宏一 - 商学、神奈川大学教授、神奈川大学附属中・高等学校長
- 野中一也 - 教育学者、大阪電気通信大学名誉教授 ＜中退＞
- 松田芳郎 - 統計学者、一橋大学名誉教授、元日本統計学会理事長、発展途上国研究奨励賞、日本統計学会学会賞
- 向田直範 - 経済法学者、北海学園大学名誉教授、元消費者支援ネット北海道理事長、元中道リース取締役
- 山本眞樹夫 - 会計学者、第9代小樽商科大学学長、帯広畜産大学監事
- 和田健夫 - 法学者（経済法）、第10代小樽商科大学学長
- 若林緑 - 経済学者、東北大学大学院教授

### 文化・芸能界
- 伊藤整 - 作家、元東京工業大学教授、元日本芸術院会員、元日本近代文学館理事長、元日本ペンクラブ副会長、日本芸術院賞受賞 ＜小樽高商卒＞
- 小林多喜二 - 作家 ＜小樽高商卒＞
- 高濱年尾 - 俳人＜小樽高商卒＞
- 蜂谷涼 - 作家、文化庁芸術祭大賞 ＜短期大学部卒＞
- 東直己 - 作家、日本推理作家協会賞＜中退＞
- 菅伸吉 - 漫画原作者
- 守分寿男 - 元HBCテレビディレクター・映像プロデューサー
- 橋本裕志 - 脚本家
- 市川泰 - 元NHKアナウンサー
- 福井慎二 - NHKアナウンサー
- 小野優子 - HTBアナウンサー
- 塩地美澄 - 元ABBアナウンサー
- 金子哲俊 - HTB元アナウンサー、現同局社員
- 河村庸市 - ATVアナウンサー
- 筒井あずみ - FBSアナウンサー
- 千葉朱里 - 元UHBアナウンサー
- 高橋直子 - 元HBCパーソナリティ
- 土田浩翔 - プロ雀士(最高位戦日本プロ麻雀協会)
- 吉田崇展 - ミュージシャン、ズーカラデルボーカル

### スポーツ界
- 三浦裕貴 - ボートレーサー
- 宮嶋巌 - スキージャンプ選手＜小樽高商卒＞
- 渡部龍雄 - スキージャンプ選手＜小樽経専卒＞
- 早川太貴 - プロ野球選手